# Xeyes
xeyesは、2つの動眼を表示するグラフィカルなプログラムで、動眼がまるでマウスカーソルを見ているかのようにその動きを追う。X Window System のmanページによると、Jeremy Huxtable がNeWSシステム向けに開発し、1988年のSIGGRAPHで紹介されたものを、Keith Packardが真似たのが起源である。
類似のプログラムはXだけでなく他のシステム（WindowsやJavaなど）向けにも多数作られている。
xeyesのmanページではこのプログラムがユーザーの行動を監視し「上司」に報告するという冗談が記述されている。

## 派生作品
- xgolgo - 動眼部分を、ゴルゴ13似の、カミソリの刃のような鋭い目つきとしたもの。
- xeyes+ - ルートウィンドウ上に多数の充血した動眼を表示することで、不気味さを表現したもの。